# Yeriomin
Yeriomin (en ruso: Ерёмин) es un jútor del raión de Tbilískaya del krai de Krasnodar, en Rusia. Está situada en las tierras bajas de Kubán-Azov, en la orilla izquierda del río Beisug, 22 km al norte de Tbilískaya y 110 km al nordeste de Krasnodar, la capital del krai.Tenía 175 habitantes en 2010.
Pertenece al municipio rural Novovladímirovskoye.